# Hyltesjön (Agnetorps socken, Västergötland)
Hyltesjön är en sjö i Tidaholms kommun i Västergötland och ingår i Göta älvs huvudavrinningsområde. Sjön har en area på 0,0605 kvadratkilometer och ligger 165,1 meter över havet.

## Delavrinningsområde
Hyltesjön ingår i det delavrinningsområde (646122-140193) som SMHI kallar för Mynnar i Tidan. Avrinningsområdets medelhöjd är 162 meter över havet och ytan är 68,25 kvadratkilometer. Det finns inga delavrinningsområden uppströms utan avrinningsområdet är högsta punkten. Lillån som avvattnar avrinningsområdet har biflödesordning 3, vilket innebär att vattnet flödar genom totalt 3 vattendrag innan det når havet efter 289 kilometer. Delavrinningsområdet består mestadels av skog (57 procent) och jordbruk (32 procent). Avrinningsområdet har 0,06 kvadratkilometer vattenytor vilket ger det en sjöprocent på 0,1 procent.